# Stehag
Stehag er en bebyggelse (et tätort) i Eslövs kommun beliggende mellem Höör og Eslöv, cirka 1 kilometer vest for Stehags kyrkby. Bebyggelsen har 1.454 (2023) indbyggere.
Der er med pågatåg lokale togförbindelser til bl.a. Lund, Malmö og Kristianstad.
Stehag er indehaver af svensk varmerekord for september måned; 29,1 grader blev registreret den 1. september 1975.